# مطار هونولولو الدولي
 مطار هونولولو الدولي (إياتا: HNL، إيكاو: PHNL، معرف الموقع إف إيه إيه: HNL)(بالإنجليزية: Honolulu International Airport) هو مطار دولي يقع في مدينة هونولولو. يغطي المطار 4,220 فدان (1,708 هكتار)، أي أكثر من 1٪ من أراضي أواهو.

## شركات الطيران والوجهات
| شركـات طيـران           | الوجهات | Refs          |
| ----------------------- | --- | ------------- |
| طيران آسيا (إكس)        | مطار كوالالمبور الدولي، مطار كانساي الدولي (يبدأ في 1 سبتمبر 2023) | [ 6 ]         |
| طيران كندا              | مطار فانكوفر الدولي موسمي: مطار كالغاري الدولي (تستأنف 29 أكتوبر 2023)، مطار تورونتو بيرسون الدولي | [ 8 ]         |
| طيران نيوزيلندا         | مطار أوكلاند الدولي | [ 9 ]         |
| خطوط آلاسكا الجوية      | مطار تيد ستيفنز أنكوراج الدولي، مطار لوس أنجلوس الدولي، مطار بورتلاند الدولي، مطار سان دييغو الدولي، مطار سان فرانسيسكو الدولي، مطار سان خوسيه الدولي، مطار سياتل تاكوما الدولي | [ 10 ]        |
| خطوط كل اليابان الجوية  | مطار طوكيو هانيدا الدولي، مطار ناريتا الدولي | [ 11 ]        |
| الخطوط الجوية الأمريكية | مطار دالاس فورت ورث الدولي، مطار لوس أنجلوس الدولي، مطار فينيكس سكاي هاربر الدولي | [ 12 ]        |
| خطوط آسيانا الجوية      | مطار إنتشون الدولي | [ 13 ]        |
| خطوط دلتا الجوية        | مطار هارتسفيلد جاكسون، مطار ديترويت، مطار لوس أنجلوس الدولي، مطار منيابولس-سنت بول الدولي، مطار جون إف كينيدي الدولي، مطار سولت ليك سيتي الدولي، مطار سياتل تاكوما الدولي، مطار طوكيو هانيدا الدولي (تبدأ 28 أكتوبر 2023) | [ 15 ]        |
| خطوط فيجي الجوية        | مطار فاليولو الدولي، Kiritimati، مطار نادي الدولي | [ 16 ] [ 17 ] |
| خطوط هاواي الجوية       | مطار أوكلاند الدولي، مطار أوستن برغستروم الدولي، مطار لوجان الدولي، Fukuoka، Hilo، Kahului، Kailua-Kona، مطار هاري ريد الدولي، Lihue، Long Beach ‏، مطار لوس أنجلوس الدولي، مطار جون إف كينيدي الدولي، مطار أوكلاند الدولي (الولايات المتحدة)، Ontario، مطار كانساي الدولي، Pago Pago ‏، مطار فا الدولي، مطار فينيكس سكاي هاربر الدولي، مطار بورتلاند الدولي، مطار راروتونجا الدولي، Sacramento، مطار سان دييغو الدولي، مطار سان فرانسيسكو الدولي، مطار سان خوسيه الدولي، Sapporo–Chitose (معلقة)، مطار سياتل تاكوما الدولي، مطار إنتشون الدولي، مطار سيدني، مطار طوكيو هانيدا الدولي، مطار ناريتا الدولي | [ 19 ]        |
| الخطوط الجوية اليابانية | مطار تشوبو سنتراير الدولي، مطار كانساي الدولي، مطار طوكيو هانيدا الدولي، مطار ناريتا الدولي | [ 20 ]        |
| خطوط جيت ستار الجوية    | مطار ملبورن الدولي، مطار سيدني | [ 21 ]        |
| كوريا للطيران           | مطار إنتشون الدولي | [ 22 ]        |
| Mokulele Airlines       | Kalaupapa، Kapalua، Lanai، Molokai | [ 23 ]        |
| الخطوط الجوية الفلبينية | مطار نينوي أكوينو الدولي | [ 24 ]        |
| كانتاس                  | مطار سيدني | [ 25 ]        |
| خطوط ساوث ويست الجوية   | Hilo، Kahului، Kailua-Kona، مطار هاري ريد الدولي، Lihue، Long Beach ‏، مطار لوس أنجلوس الدولي، مطار أوكلاند الدولي (الولايات المتحدة)، مطار فينيكس سكاي هاربر الدولي، Sacramento، مطار سان دييغو الدولي، مطار سان خوسيه الدولي | [ 26 ]        |
| الخطوط الجوية المتحدة   | مطار أوهير الدولي، Chuuk، مطار دنفر الدولي، مطار أنتونيو بي وان بات الدولي، مطار جورج بوش الدولي، Kosrae، Kwajalein، مطار لوس أنجلوس الدولي، مطار جزر مارشال الدولي، مطار نيوآرك ليبرتي الدولي، مطار بونبي الدولي ‏، مطار سان فرانسيسكو الدولي، مطار ناريتا الدولي (تستأنف 29 أكتوبر 2023)، مطار واشنطن دولس الدولي | [ 28 ]        |
| ويست جت إيرلاينز ‏       | مطار فانكوفر الدولي موسمي: مطار كالغاري الدولي، Edmonton | [ 29 ]        |
| Zipair Tokyo            | مطار ناريتا الدولي | [ 30 ]        |

## الإحصائيات

### الوجهات المزدحمة
| الرتبة | المدينة                       | الركاب    | الناقل                                                                                                  |
| ------ | ----------------------------- | --------- | --- |
| 1      | مطار لوس أنجلوس الدولي        | 1,151,000 | خطوط آلاسكا الجوية، الخطوط الجوية الأمريكية، خطوط دلتا الجوية، خطوط هاواي الجوية، الخطوط الجوية المتحدة |
| 2      | Kahului، Hawaii               | 1,088,000 | خطوط هاواي الجوية                                                                                       |
| 3      | Lihue، Hawaii                 | 692,000   | خطوط هاواي الجوية                                                                                       |
| 4      | Kailua-Kona، Hawaii           | 666,000   | خطوط هاواي الجوية                                                                                       |
| 5      | مطار سان فرانسيسكو الدولي     | 602,000   | خطوط آلاسكا الجوية، خطوط هاواي الجوية، الخطوط الجوية المتحدة                                            |
| 6      | Hilo، Hawaii                  | 589,000   | خطوط هاواي الجوية                                                                                       |
| 7      | مطار سياتل تاكوما الدولي      | 417,000   | خطوط آلاسكا الجوية، خطوط دلتا الجوية، خطوط هاواي الجوية                                                 |
| 8      | مطار هاري ريد الدولي          | 329,000   | خطوط هاواي الجوية                                                                                       |
| 9      | مطار فينيكس سكاي هاربر الدولي | 268,000   | الخطوط الجوية الأمريكية، خطوط هاواي الجوية                                                              |
| 10     | مطار سان دييغو الدولي         | 255,000   | خطوط آلاسكا الجوية، خطوط هاواي الجوية                                                                   |

| الرتبة | المدينة                  | الركاب  | الناقل                                                                                                  |
| ------ | ------------------------ | ------- | --- |
| 1      | مطار فانكوفر الدولي      | 207,665 | طيران كندا، WestJet                                                                                     |
| 2      | مطار إنتشون الدولي       | 178,069 | خطوط آسيانا الجوية، خطوط هاواي الجوية، كوريا للطيران                                                    |
| 3      | مطار سيدني               | 177,592 | خطوط هاواي الجوية، خطوط جيت ستار الجوية، كانتاس                                                         |
| 4      | مطار ناريتا الدولي       | 136,776 | خطوط كل اليابان الجوية، خطوط هاواي الجوية، الخطوط الجوية اليابانية، الخطوط الجوية المتحدة، Zipair Tokyo |
| 5      | مطار طوكيو هانيدا الدولي | 134,878 | خطوط كل اليابان الجوية، خطوط هاواي الجوية، الخطوط الجوية اليابانية                                      |
| 6      | مطار نينوي أكوينو الدولي | 57,868  | الخطوط الجوية الفلبينية                                                                                 |
| 7      | مطار كالغاري الدولي      | 32,284  | طيران كندا، WestJet                                                                                     |
| 8      | مطار أوكلاند الدولي      | 30,441  | طيران نيوزيلندا، خطوط هاواي الجوية                                                                      |
| 9      | مطار ملبورن الدولي       | 27,461  | خطوط جيت ستار الجوية                                                                                    |
| 10     | مطار كانساي الدولي       | 24,961  | خطوط هاواي الجوية، الخطوط الجوية اليابانية                                                              |

### حصة شركات الطيران
| الرتبة | الشركة                  | الركاب    | النسبة |
| ------ | ----------------------- | --------- | ------ |
| 1      | خطوط هاواي الجوية       | 5,312,000 | 43.62% |
| 2      | الخطوط الجوية المتحدة   | 1,950,000 | 16.02% |
| 3      | خطوط ساوث ويست الجوية   | 1,773,000 | 14.55% |
| 4      | الخطوط الجوية الأمريكية | 1,155,000 | 9.48%  |
| 5      | خطوط دلتا الجوية        | 1,008,000 | 8.28%  |
| 6      | أخرى                    | 980,000   | 8.05%  |